# Kay Moor
Kay Moor – ou Kaymoor – est une ancienne ville minière américaine située dans le comté de Fayette, en Virginie-Occidentale. Aujourd'hui une ville fantôme protégée au sein des parc national et réserve de New River Gorge, elle est inscrite au Registre national des lieux historiques depuis le 8 novembre 1990.